# Ерёмин, Борис Львович
Бори́с Льво́вич Ерёмин (род. 21 сентября 1957, Москва) — российский специалист по рекламе и связям с общественностью. По образованию — математик и театральный режиссёр

. В прошлом игрок интеллектуального телешоу «Что? Где? Когда?», комсомольский функционер.

## Образование, научная и преподавательская деятельность
Окончил математический факультет МГПИ имени В. И. Ленина. Одновременно окончил театрально-режиссёрское отделение, получив также диплом режиссёра.
Работал в органах комсомола, Бюро международного молодёжного туризма «Спутник». С 1987 года вёл научно-преподавательскую работу в Высшей комсомольской школе при ЦК ВЛКСМ. С 1991 по 2000 год старший преподаватель, доцент кафедры конфликтологии в Институте молодёжи, в который была переформирована ВКШ. В 1997—1999 годах также был доцентом и заместителем декана факультета рекламы. Преподаёт в МГУ имени М. В. Ломоносова (факультеты психологии и журналистики), Высшей школе бизнеса МГУ, ГУ — ВШЭ (Высшая школа менеджмента), Международном институте рекламы, институте повышения квалификации Российской академии государственной службы.
Автор более чем ста статей, книг и учебных пособий по связям с общественностью и рекламе, конфликтологии, менеджменту персонала, интеллектуальной культуре. Академик РАЕН.

## Деятельность в области рекламы и связей с общественностью
Ерёмин является главным редактором всероссийского профессионального журнала о связях с общественностью «Советник» и членом жюри Национальной премии в области развития связей с общественностью «Серебряный лучник» (с 2001 года) и Центрально-Чернозёмной премии в области развития связей с общественностью «RuPoR».
Входит в экспертный совет по совершенствованию законодательства о рекламе при Федеральной антимонопольной службе России. Возглавляет Российский филиал Международной рекламной ассоциации (IAA). Член исполкома Российской ассоциации по связям с общественностью (РАСО).
Профессор Европейского института паблик рилейшнз (Париж) и Международного института рекламы. Лауреат премии «Серебряный лучник» (1997, 2000 годы).
Член Российской Академии Общественных Связей (РАОС).

## Что? Где? Когда?
В телеигру «Что? Где? Когда?» попал ещё студентом в 1978 году. На следующий год возглавил свою команду. Обладатель погона лучшего капитана клуба. В серии юбилейных игр элитарного клуба в 2000 году за стол в составе команды детей знатоков сели двое сыновей Бориса Ерёмина, Данила и Дмитрий. Дмитрий Ерёмин по итогам игры стал сообладателем «Хрустальной совы» (с Мариной Друзь). Сам Борис Ерёмин в этой серии участвовал в двух играх: сборной 70-х годов и сборной родителей. Через десять лет Борис появился за столом в составе команды «старейшин клуба» во главе с Андреем Камориным, проигравшей телезрителям со счётом 6:5.
В последние годы существования СССР Борис Ерёмин работал над созданием Ассоциации клубов интеллектуальных творческих игр (АКИТИ) под эгидой ВЛКСМ.